# François Bausch
Pour les articles homonymes, voir Bausch.
François Bausch, né le 16 octobre 1956 à Luxembourg-Ville (Luxembourg), est un homme politique luxembourgeois, membre du parti des Verts (« déi gréng »). Du 4 décembre 2013 au 5 décembre 2018, il est ministre du Développement durable et des Infrastructures, puis ministre de la Défense, de la Mobilité et des Travaux publics et de la Sécurité intérieure de 2018 à 2023 dans le gouvernement Bettel II. 

## Biographie

### Études et formations
François Bausch fait des études secondaires au Lycée de garçons à Esch-sur-Alzette.

### Carrière professionnelle
En amont de sa carrière politique, François Bausch est agent auprès de la Société nationale des chemins de fer luxembourgeois (CFL).

### Carrière politique

#### Fonctions gouvernementales
À la suite des élections législatives du 20 octobre 2013, François Bausch fait son entrée au gouvernement comme ministre du Développement durable et des Infrastructures en date du 4 décembre 2013 dans le gouvernement de coalition entre le Parti démocratique (DP), le Parti ouvrier socialiste luxembourgeois (LSAP) et Les Verts (« déi gréng »).
Le 11 octobre 2019, François Bausch est nommé vice-Premier ministre au sein du gouvernement en remplacement de Félix Braz absent depuis plusieurs mois en raison d’une attaque cardiaque survenue en Belgique durant ses vacances, le 22 août.
En juillet 2020, Henri Kox voit ses compétences ministérielles évoluer. Il est ainsi nommé ministre chargé de la Sécurité intérieure et n'est plus sous la tutelle de François Bausch à la suite d'une décision prise en Conseil de gouvernement. En revanche, François Bausch conserve les portefeuilles de la Défense, de la Mobilité et des Travaux publics,. 

#### Autres fonctions politiques
Membre des Verts depuis 1986, François Bausch est élu pour la première fois à la Chambre des députés sur la liste des Verts dans la circonscription Centre en 1989 et y siège jusqu’en 1992. Il est réélu député de 1994 à 2013. Il est entre autres président de la commission de contrôle parlementaire du Service de renseignement de l’État de 2009 à 2013. Il est en outre président du groupe parlementaire des Verts de 1999 à 2013.
Ayant quitté le gouvernement après une dizaine d'années, il s'est représenté aux législatives du 8 octobre 2023 et a été réélu député. Cela représente probablement une forme de reconnaissance de son action au sein du gouvernement, car son parti, lors de ces élections législatives, a subi une débâcle sans précédent en passant de 9 députés à 4, même pas assez pour former un groupe parlementaire. 
Au niveau local, François Bausch est d’abord membre du conseil communal de la Ville de Luxembourg de 1994 à 2005, puis premier échevin de 2005 à 2013.

## Distinctions
- Commandeur de l'ordre de la Couronne de chêne (Promotion 2011)[4]
- Officier de l'ordre de Mérite du Grand-Duché de Luxembourg (Promotion 1996)[5]